# Jeanne Filleul-Brohy
Pour les autres membres de la famille, voir Famille Haentjens.
Jeanne Filleul-Brohy, née Jeanne Marie Henriette Haentjens le 1er janvier 1867 à Paris et morte le 20 avril 1937 au Loroux-Bottereau, est une joueuse de croquet française.
Elle concourt pour la France aux Jeux olympiques de 1900. Son frère Marcel Haëntjens participera également à ces Jeux olympiques, de même que sa cousine Marie Ohier. Elles sont ainsi, aux côtés de Mme Després, les trois premières femmes à participer à des jeux olympiques modernes.